# Gare de Gunsbach - Griesbach
La gare de Gunsbach - Griesbach est une gare ferroviaire française de la ligne de Colmar-Central à Metzeral située sur le territoire des communes de Gunsbach et de Griesbach-au-Val dans le département du Haut-Rhin en région Grand Est.

## Situation ferroviaire
Elle est située au point kilométrique (PK) 15,532 de la ligne de Colmar-Central à Metzeral. Son altitude est de 345 m.

## Fréquentation
De 2015 à 2024, selon les estimations de la SNCF, la fréquentation annuelle de la gare s'élève aux nombres indiqués dans le tableau ci-dessous.
| Année     | 2015   | 2016   | 2017   | 2018   | 2019   | 2020   | 2021   | 2022   | 2023   | 2024   |
| --------- | ------ | ------ | ------ | ------ | ------ | ------ | ------ | ------ | ------ | ------ |
| Voyageurs | 20 815 | 22 226 | 23 087 | 18 386 | 19 337 | 15 724 | 14 184 | 20 096 | 29 458 | 31 742 |

## Service des voyageurs

### Accueil
Cette gare ne dispose pas de guichet, elle comporte un distributeur de titres de transport TER.
Elle dispose d'un parking et un abri à vélos.

### Desserte
Elle est desservie par les trains TER Grand Est ainsi que par la ligne 248 par le réseau des Lignes de Haute-Alsace.